# شويفات (لبنان)
شويفات هي قرية لبنانية من قرى قضاء عاليه في محافظة جبل لبنان. السكان المحليون للمدينة هم من الموحدون الدروز إلى جانب أقليَّة مسيحية معتبرة.
ترتفع تلال الشويفات الجبلية أكثر من 150 متراً عن سطح البحر، وتتصل منحدراتها بالشاطئ الرملي على امــتــداد يــزيــد عــن 6.7 كلم. موقعها الجغرافي، نقطة وصل بين بيروت والجنوب والجبل والضاحية. أما القرى المحاذية لها فهي من الشمال: الحدث، الليلكي، تحويطة الغدير وكفرشيما ومن الشرق عين عنوب، ديرقوبل، بشامون وعرمون، ومن الجنوب: الناعمة ومن الغرب: البحر الأبيض المتوسط. أمــا عن أحياء الشويفات فهي ثلاثة: حي العمروسية ويضم: العمروسية، حي السلم، حي الجامعة قسم من المطار الدولي، حي الأمراء وحي القبة ويضم: القبة، خلدة والدوحة.

## التسمية
عرفت الشويفات بهذا الاسم منذ الفتح العربي للبنان. والشويفات، اسم مشتق من جذر «الــشــوف». والشوف كلمة آرامية مـعرّبـة معناها الــمكان المرتفع والــمطل. تصغيرها «الـشـويف» وجمعها «الشويفات» أي مجموع الـروابـي الصغيرة. ويُقال أيضاً «الشيفة» أو «الشوافة» وهم طليعة القوم الذين يتشوّفون أي يشرفون من مكان مرتفع على حركة قــوافــل التجار والزوار والوافدين لضرورة السلامة العامة.

## صحراء الشويفات
صحراء الشويفات هي أرض تمتد على مساحة 7 كلم2 من منطقة الحدث شمالاً حتى خلدة جنوباً، لتطأ قدميها حدود مطار بيروت رفيق الحريري الدولي. عمرت ولم يبق من الرمال سوى 700 ألف م2، تُستثمر في الزراعة والصناعة والتجارة منذ السبعينيات من القرن الماضي. كانت «صحراء الشويفات» سهل زيتون واسعاً يعود لأهالي البلدة، وقد شكلت الأرض الخصبة عامل جذب لكثير من مزارعي القرى البقاعية وتجارها وعمّالها.

## أعلام
- شكيب أرسلان
- أمين مجيد أرسلان
- أمين المعلوف
- مجيد أرسلان
- طلال أرسلان

## من أبرز أبناء الشويفات
- الأمير طلال أرسلان: الزعيم السياسي ورئيس الحزب الديمقراطي اللبناني
- الأمير مجيد أرسلان: بطل معركة الاستقلال اللبناني
- الأمير أمين مجيد أرسلان: ديبلوماسي عثماني وسياسي وأديب وعالم وصحافي.
- عفيفة صعب (1900 - 17 يوليو 1989)، صحفية ومدرسة وناشطة حقوق المرأة.